# 大亀山森林公園
大亀山森林公園（おおがめやましんりんこうえん）は、富谷市東部の大亀山頂上周囲の丘陵地帯、仙台北部道路北側直近一帯に設置された総合公園。

## 概要
本園は、富谷市の東部、標高118mの大亀山の頂上一帯で、仙台北部道路の北側にあり、その周辺の自然林を残しつつ、地形を生かした多彩な施設を加えて設置された。1995年（平成7年）4月に全施設が開園された（一部施設は平成3年）。総面積は約32.7ha（東京ドーム7つ分）。仙台北部道路が完工する以前の開園であり、後に公園を横断しない形で直近を道路が開通した。周囲は市街化調整区域の丘陵地帯で森林が多く残されており、豊かな自然環境を心ゆくまで楽しめる。園内には、自然遊歩道、高さ20m以上で360゜周囲を見渡せる展望台、人工芝のちびっこゲレンデ、フィールドアスレチック、キャンプ場、休憩所を兼ねる管理棟・亀亀館（モシモシハウス）などがある。また、西暦800年代にはこの地に鎮座していたと推定される鹿島天足別神社や、その境内には樹齢は500～600年と推定される、アカガシの古木も生育している。

## 施設や見所

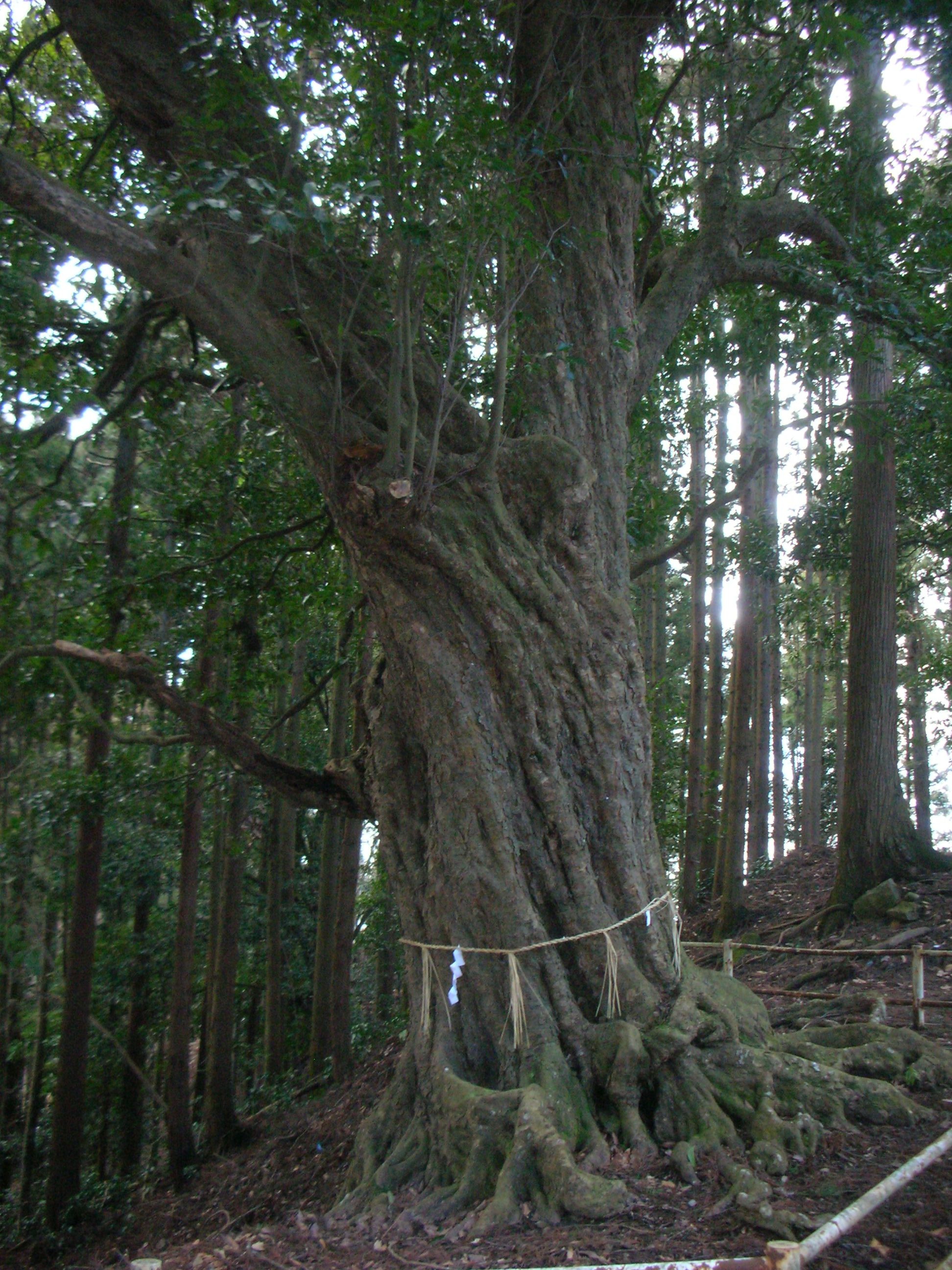
古木アカガシ
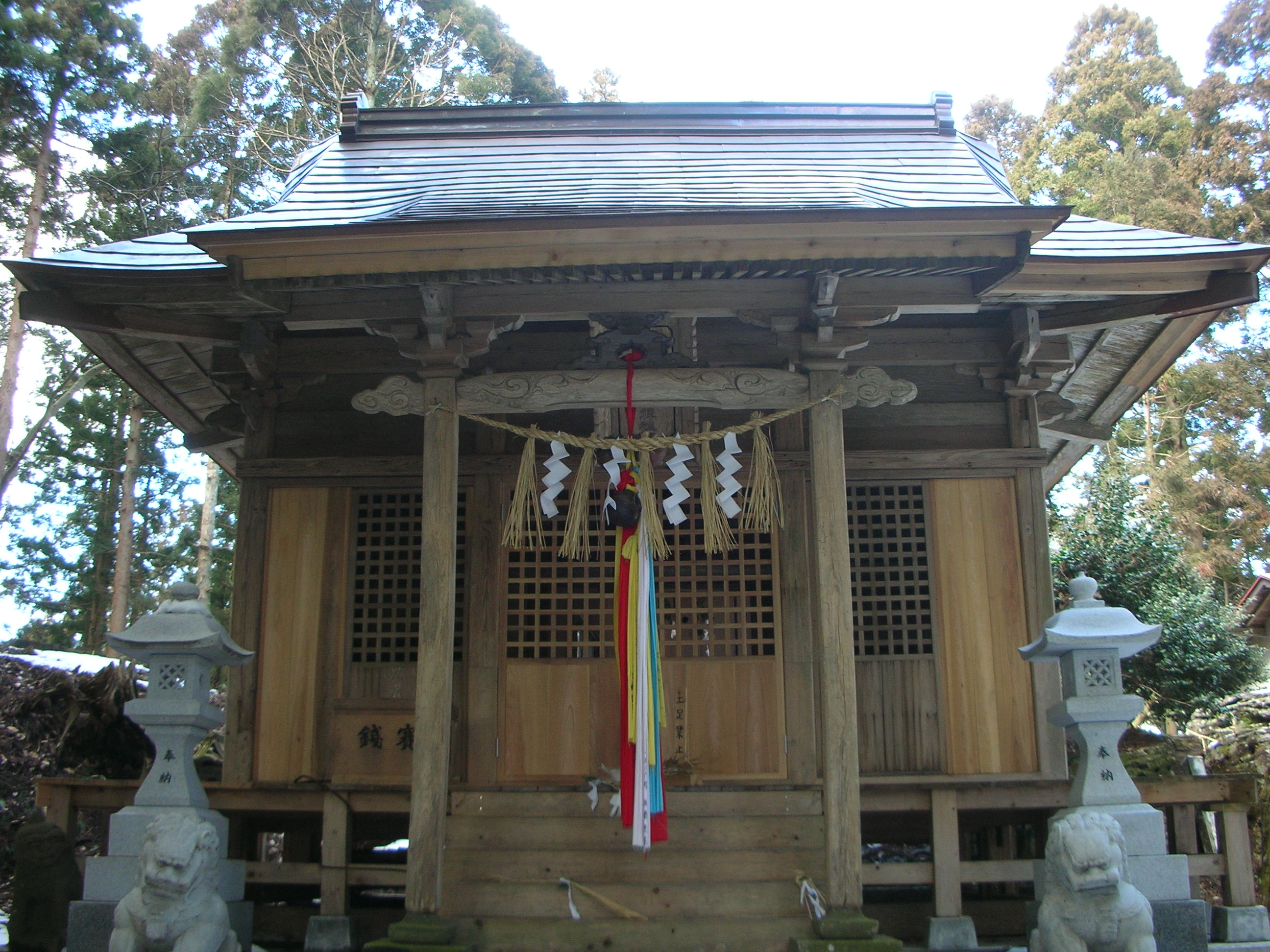
鹿島天足別神社
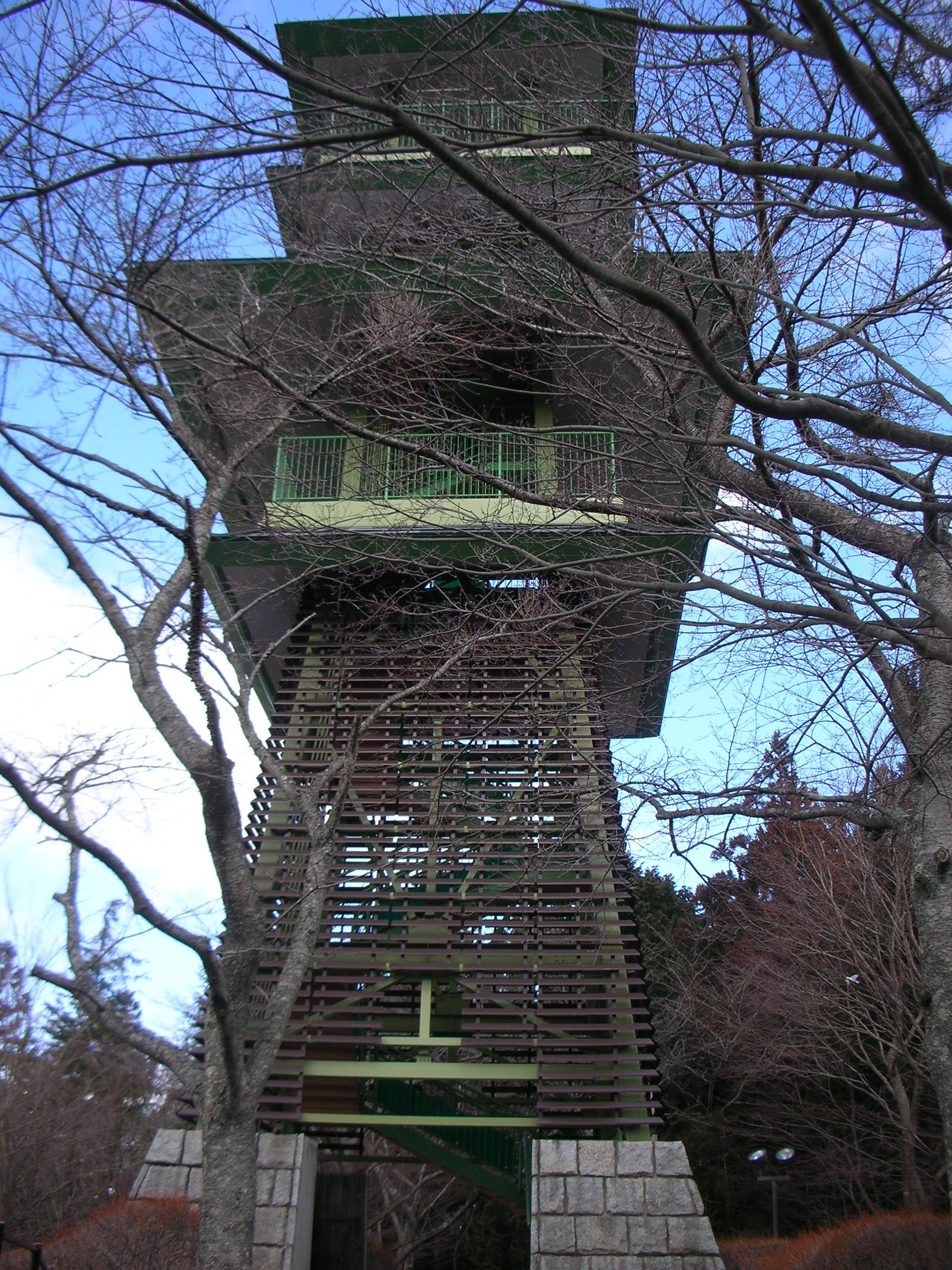
大亀山森林公園・展望台
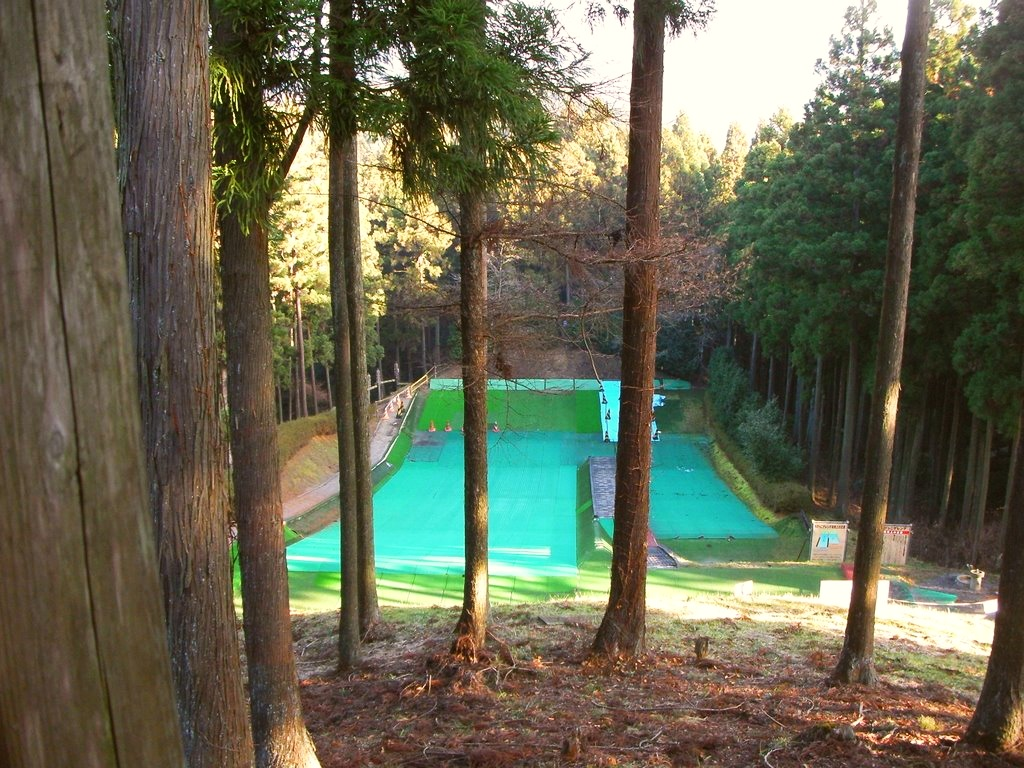
大亀森林公園ちびっこゲレンデ

- キャンプ場　ローラーすべり台がある。（12月から3月の4か月間は閉鎖、予約が必要）
- バーベキュー炉
- 炊事棟
- 展望台　公園内の最も高い大亀山（標高118m）の頂上にそびえるシンボルタワー。展望フロアまで20mの高さで、市名のトミヤにちなみ、合わせて138mの高さとなる。又、階段の数も138段となっている。蔵王連峰、大東岳、後白髭山、泉ヶ岳、船形連峰、七ツ森、栗駒山などが一望出来る。
- ゲレンデ　人工芝で、37m長と50m長の2種のゲレンデ。プラスチック製のソリを用いてすべる。（12月から3月の4か月間は閉鎖）
- フィールドアスレチック
- 自然遊歩道
- 亀亀館　管理棟・休憩所
- 公衆トイレ
- 児童用遊具
- 鹿島天足別神社
- アカガシの古木　宮城県指定の天然記念物

## 主な恒例イベント
- 鹿島天足別神社の例大祭　 毎年4月の第3日曜日に行われ、榊流永代神楽を鑑賞することができる。

## アクセス
- 仙台市地下鉄南北線・泉中央駅よりタクシーで15分
  - 東北自動車道・泉ICより車で10分
  - 仙台北部道路・富谷ICより車で10分

- 駐車場
  - 大型5台、普通車122台・無料